# كلية الفنون التطبيقية (جامعة حلوان)
كلية الفنون التطبيقية هي إحدى كليات جامعة حلوان المصرية، وتقع في منطقة الأورمان بحي الدقي بمحافظة الجيزة، بالقرب من جامعة القاهرة. تضم الكلية 14 قسمًا، وتبلغ مدة الدراسة بها خمس سنوات، تبدأ بسنة تمهيدية تُعرف بالسنة الإعدادية، يعقبها أربع سنوات في القسم الذي يُرشَّح له الطالب بناءً على تقديره في السنة الإعدادية، وذلك وفق نظام تنسيق داخلي خاص بالكلية.

## النشأة والتاريخ
ترجع نشأة كلية الفنون التطبيقية كمعهد علمي وهندسي في العصر الحديث إلى مدرسة الفنون والصنايع السلطانية ذات الطابع الهندسي، التي أنشأها محمد علي باشا عام 1839 في بولاق تحت اسم العمليات. كانت المدرسة آنذاك تُعِدّ المهندسين العمليين والتنفيذيين والفنيين المدربين.
وعرفت لاحقًا باسم مدرسة الفنون والصنايع السلطانية، وعملت في القطاعات الهندسية الدقيقة، حين وجد محمد علي باشا أن الحاجة ماسة إلى إعداد مهندسين عمليين ومدربين لسد حاجة البلاد من:
- إنشاء المصانع،
- إعداد السفن التجارية،
- إنشاء الأساطيل البحرية والبرية الحربية،
- توفير مرجعية هندسية تنفيذية تعمل في عدة قطاعات مثل تجهيز المنشآت اللازمة للنهوض بالدولة المصرية.

شهدت المدرسة خلال مسيرتها التاريخية الطويلة تعديلات وتحديثات مستمرة لمواكبة التطور ومتطلبات المجتمع المتغيرة والمتجددة.
بحلول العام الدراسي 1908–1909، كانت مدرسة الفنون والصنايع السلطانية ذات المرجعية الهندسية تضم ثلاثة أقسام رئيسية:
1. الميكانيكا والكهرباء
2. المباني والتنظيم
3. الفنون والصناعات الزخرفية

صدر في هذا الشأن قرار مجلس الوزراء سنة 1910م باللائحة الجديدة التي أكدت هذا النظام، وتضمنت أن مدة الدراسة خمس سنوات، منها أربع سنوات دراسية، تليها سنة خامسة للتمرين العملي.
وكان القسم الثالث (الفنون والصناعات الزخرفية) مقسمًا إلى ثلاث شعب متخصصة:
- الشعبة الأولى: النسيج، الصباغة، والسجاد.
- الشعبة الثانية: النقش، الحفر، والنجارة.
- الشعبة الثالثة: المعادن الزخرفية

تخرجت أول مجموعة من طلاب هذا القسم في عام 1913م. وفي العام الدراسي 1918–1919، استقل قسم الفنون والصناعات الزخرفية وأنشئت له مدرسة مستقلة، عين لها وكيلًا لمدرسة الفنون والصنايع السلطانية آنذاك الناظر «وليم ستيوارت» الإنجليزي الجنسية. اتخذت المدرسة مقراً لها في سراي فاضل باشا الدرمللي بالحمزاوي في القاهرة، وسميت بـمدرسة الفنون والزخارف المصرية. اتسمت المدرسة بجمعها بين المعايير الهندسية والفنية، وتضمنت الشعب الثلاث التي سبق ذكرها بعد تحويلها إلى أقسام علمية مستقلة.ظلت مدة الدراسة خمس سنوات، تختص السنة النهائية منها بالممارسة والتطبيق في المصانع ووحدات الإنتاج، ويُمنح بعدها الخريج دبلومًا في إحدى أقسام التخصص الثلاث.في سنة 1928، سافر الناظر الإنجليزي «وليم ستيوارت» ليحل محله مواطنه «جون إيدني»، الذي عمل على نقل المدرسة إلى مقرها الحالي في سراي الأورمان بـالجيزة، وأصبح اسمها مدرسة الفنون التطبيقية. أجرى إيدني بعض التعديلات على نظم الدراسة، كما أنشأ القسم الأول، الذي اقتصر الالتحاق به على الحاصلين على شهادة الدراسة الابتدائية.كانت مدة الدراسة فيه ثلاث سنوات، يحصل بعدها الطالب على دبلوم إتمام الدراسة في المدارس الصناعية في واحد من عشرة تخصصات، وفقًا للتنظيم التالي:
| 1. النجارة وحفر الخشب والتحف. 2. النسيج والصباغة. 3. طباعة المنسوجات. 4. الزجاج المعشق بالرصاص. | 1. النقش والزخرفة. 2. الخزف. 3. أشغال المعادن الزخرفية والصباغة. | 1. الحديد الزخرفى. 2. التصوير الشمسى. 3. الساعات (الذي نقل بعد ذلك إلى مدرسة الصناعات الميكانيكية). |

في عام 1932م، أُدمجت بعض التخصصات معًا، وأنشئ ما يسمى بـ«القسم العالي (الثالث)». أصبح القبول فيه وفقًا لخريجي القسم الأول والمتميزين من الحاصلين على شهادة إتمام الدراسة في المدارس الصناعية بنظام الثلاث سنوات. وكانت التخصصات في هذا القسم ثمانية، وفقًا للنظام التالي: 
| 1. الأثاث (النجارة) والحفر علي الخشب. طباعة المنسوجات والسجاد والكليم. 1. الزجاج والزخرفة. 2. أشغال الفضة والمعادن الزخرفية. | 1. الحديد والمينا الزخرفة. 2. النسيج والصباغة. 3. الخزف. 4. التصوير الشمسى. |

يحصل الطالب بعد دراسة ثلاث سنوات على دبلوم، وتخرجت أول دفعة وفق هذا النظام عام 1935، وآخر دفعة عام 1944م.
في عام 1934م، تولى إدارة المدرسة أول مصري، وهو محمد «بك» حسن الشربيني، الذي أخذ على عاتقه تعريب إدارة المدرسة وأعضاء هيئة التدريس، بعد أن كان يعمل بها عدد كبير من الأساتذة والفنانين الأجانب من إنجلترا وفرنسا وإيطاليا وروسيا وألمانيا.
وفي عام 1937، أنشئ بالمدرسة نظام حديث، يُقبل به الحاصلون على شهادة الثقافة في قسم عام، مع اجتياز الطالب لامتحان القدرات الفنية، الذي كان معمولًا به منذ المراحل الأولى للمدرسة. وكانت مدة الدراسة ثلاث سنوات أيضًا، يحصل بعدها الطالب على دبلوم في الفنون التطبيقية. ويعقب هذه الدراسة سنتان للحاصلين على الدبلوم بتفوق للتخصص الدقيق، يمنح بعدها الطالب دبلوم تخصص في واحد من التخصصات الأربعة التالية:
- النسيج
- التحف الزخرفية
- المعادن
- الأثاث

وفي عام 1941م، صدر مرسوم وزاري بتغيير اسم المدرسة إلى مدرسة الفنون التطبيقية العليا، ووضعت لائحة جديدة تضمنت شروط القبول الآتية:
1. قبول الذين درسوا على الأقل مدة ثلاث سنوات بنجاح في المدارس الثانوية.
2. قبول المنقولين إلى السنة الرابعة بالمدارس الصناعية بنظام خمس سنوات.

في كلتا الحالتين، كان لابد من اجتياز امتحان القدرات الفنية. وصارت مدة الدراسة خمس سنوات دراسية، وتخرجت أول دفعة تخصصية في الشعب الأربع الأولى عام 1946م، بالإضافة إلى الشعبة الخامسة التخصصية التي أضيفت بعد ذلك، وهي شعبة التصوير الضوئي عام 1947م.
في عام 1946م، تغيرت شروط القبول فأصبحت مقتصرة على الفئات الآتية:
1. الحاصلون على شهادة إتمام الدراسة الثانوية (قسم عام).
2. الحاصلون على دبلوم المدارس الثانوية الصناعية (نظام الخمس سنوات).
3. الحاصلون على ثقافة تعادل إحدى الشهادتين المذكورتين مع اجتياز امتحان القدرات الفنية.

وأصبحت هناك خمسة أقسام هي:
- الزخرفة والزجاج والخزف
- الأثاث والتصميم الداخلي والنحت
- النسيج وطباعة المنسوجات
- المعادن والحديد
- التصوير الضوئي

وظل العمل وفقًا لهذه التخصصات الخمس، مع بقاء مدة الدراسة كما هي، حتى تخرجت أول دفعة عام 1951م.
وفي 14 ديسمبر 1949م، صدر القرار الوزاري بشأن تنظيم المعاهد العليا التابعة لوزارة المعارف العمومية، ومن بينها المعهد العالي للفنون التطبيقية.

### تطورات كلية الفنون التطبيقية (1950-1975)
في 19 ديسمبر 1950م، تغيّر اسم الكلية إلى «الكلية الملكية للفنون التطبيقية»، مع استمرار العمل بنظم الدراسة السابقة.
بعد قيام ثورة يوليو 1952، صدر قرار في 22 ديسمبر 1953م بتغيير الاسم إلى «كلية الفنون التطبيقية»، وهو الاسم الحالي. كما تغيرت شروط القبول فأصبح يُقبل فقط الحاصلون على شهادة إتمام الدراسة الثانوية (قسم خاص) أو ما يعادلها، مع اجتياز امتحان المسابقة. وعُدّلت شعب التخصص إلى الآتي:
1. التصميم الداخلي والأثاث
2. الزخرفة والزجاج المعشق بالرصاص والإعلان
3. النسيج والصباغة
4. المعادن الدقيقة والميداليات
5. طباعة المنسوجات
6. الحديد الزخرفي والسباكة الفنية
7. الخزف والقيشاني
8. التصوير الضوئي والسينمائي
9. النحت
10. التصوير الميكانيكي (الزنكوغراف والليتوغراف)

وبقيت مدة الدراسة كما كانت، وتخرجت أول دفعة على هذا النظام عام 1958م.
في العام الدراسي 1956/1957م، بدأت الكلية ولأول مرة في تاريخها قبول طالبات، وتخرجت أول دفعة منهن عام 1961م، مما جعل المرأة المصرية تشارك في جميع ميادين التخصصات الفنية.
وفي العام الدراسي 1958/1959م، عدلت شروط القبول بالكلية بحيث يتم قبول الطلاب الحاصلين على إحدى الشهادات التالية:
- شهادة إتمام الدراسة الثانوية العامة (علمي)
- دبلوم المدارس الثانوية الصناعية
- شهادة إتمام الدراسة الثانوية النسوية

مع اجتياز امتحان القدرات الفنية. كما خُفضت مدة الدراسة إلى أربع سنوات بدلاً من خمس، مع إمكانية زيادتها سنة بقرار من وزير التربية والتعليم، وأُدخلت الدراسات التربوية ضمن المنهج. ولم يستمر العمل بهذا النظام سوى عامين فقط، إذ فشل النظام وتمت إعادة مدة الدراسة إلى خمس سنوات مرة أخرى.
في عام 1961م، تم تقسيم تخصص الزخرفة والزجاج والإعلان إلى ثلاثة أقسام مستقلة، وأُنشئ قسم جديد هو قسم التصميم الصناعي.
وفي العام الدراسي 1968/1969م، أُنشئت الدراسات العليا بالكلية لأول مرة، نتيجة جهود أبناء الكلية لتحقيق متطلبات تطوير الدراسة ومواكبة العصر، وتنظيم الإنتاج الفني التطبيقي وفق نظريات المناهج العلمية الحديثة.
وقد منحت درجة الماجستير في تخصصات الفنون التطبيقية لأول مرة عام 1971م، وأُعطيت أول درجة دكتوراه فلسفة في الفنون التطبيقية عام 1977م.
وفي 26 يوليو 1975م، تم إنشاء جامعة حلوان بالقرار رقم 70 لسنة 1975، متضمنة آنذاك إحدى وعشرين كلية، منها كلية الفنون التطبيقية، التي خضعت بعد ذلك لنظم وقوانين وأحكام وقرارات المجلس الأعلى للجامعات المصرية.
ولما كانت أيديولوجية جامعة حلوان تنبع من كونها جامعة تكنولوجية، فقد اعتمدت في تشكيل هيكلها على أساس أنها جامعة أقسام علمية تتوزع إلى مجموعات متجانسة في تخصصاتها، وتشمل كل مجموعة كلية نوعية داخل إطار الجامعة. ووفقًا لهذا المفهوم، تم تطوير نظم الدراسة في كلية الفنون التطبيقية، التي استمر العمل بها لأكثر من عشرين عامًا. وتشكّلت الكلية في ظل هذا الإطار الجامعي من أربعة أقسام علمية هي:
أولاً: قسم التصميمات الصناعية: ويتضمن الشعب التالية:
- المعادن
- الحديد
- الأجهزة والمعدات
- الخزف
- الزجاج

ثانيًا: قسم التصميم الداخلي: ويتضمن الشعب التالية:
- التصميم الداخلي والأثاث
- الزخرفة التطبيقية
- النحت التطبيقي

ثالثًا: قسم المنسوجات: ويتضمن الشعب التالية:
- الغزل والنسيج والتريكو
- طباعة المنسوجات والصباغة والتجهيز

رابعًا: قسم التصوير الضوئي والطباعة: ويتضمن الشعب التالية:
- التصوير الفوتوغرافي والسينمائي والتلفزيون
- التصوير الميكانيكي والطباعة
- الإعلان

وعلى ضوء ذلك، رأت اللجنة تكوين الكلية من 14 قسمًا علميًا بعد تعديل مسميات الأقسام لتصبح أكثر تكاملًا، مع إضافة قسم علمي جديد هو قسم «الملابس الجاهزة».
وأصبحت أقسام الكلية على النحو التالي:
| - قسم التصوير الفوتوغرافى والسينما والتليفزيون - قسم الطباعة والنشر والتغليف - قسم الإعلان - قسم التصميم الداخلي والأثاث | - قسم التصميم الصناعي - قسم الأثاث والإنشاءات المعدنية والحديدية - قسم المنتجات المعدنية والحلى - قسم الخزف | - قسم الزجاج - قسم الزخرفة - قسم النحت والتشكيل المعمارى والترميم | - قسم الغزل والنسيج والتريكو - قسم طباعة المنسوجات والصباغة والتجهيز - قسم الملابس الجاهزة |

## شروط الالتحاق بالكلية
- يجب أن يكون الطالب حاصلًا على شهادة الثانوية العامة من الشعبة العلمية حسب تنسيق القبول، أو دبلوم المدارس الفنية نظام السنوات الثلاث أو الخمس، أو ما يعادلها من المعاهد الفنية المعتمدة.
- على الطالب اجتياز امتحان القبول الذي تحدده الكلية، والذي يُعقد عادةً في موعد خاص بعد انتهاء امتحانات الثانوية العامة.

## نظام الدراسة بالكلية
- مدة الدراسة خمس سنوات وتشمل سنه إعدادية وأربع سنوات تخصص
- ينضم خريجي كل تخصصات الفنون التطبيقية لنقابة مصممي الفنون التطبيقية.
- ينضم خريجي قسم المنسوجات وقسم طباعه المنسوجات إلى نقابه المهندسين
- وحاليا يوجد مشروع قانون مطروح أمام مجلس الشعب بتعديل مسمي النقابة الي مهندسي التصميمات الصناعية وتعديل مسمي العضو من مصمم الي مهندس تصميم كلا في تخصصه تبعا لمسايرة التطور في العالم وما يوازي الكلية من كليات الفن والتصميم الهندسي.[3]

## قيادات الكلية
- الأستاذ الدكتور: شريف حسن عميد الكلية.
- الأستاذ الدكتور: مروة خفاجي وكيل الكلية لشئون خدمة المجتمع وتنمية البيئة.
- الأستاذ الدكتور: ايمان ابو طالب وكيل الكلية لشئون الدراسات العليا والبحوث.
- الأستاذ الدكتور: نهلة عبد المحسن وكيل الكلية لشئون التعليم والطلاب.

وإذا كانت كلية الفنون التطبيقية كمركز إشعاع فنى وكصرح علمى في مجتمعنا المعاصر قد وصلت ما وصلت إليه، فإن هذا يرجع إلى أصالة تاريخها العريق وإلى جهود أبنائها في مختلف مواقع الإنتاج يقودهم أعلام من المصممين ذوى القدرات الفذة نذكر منهم الذين تولوا إدارتها على مراحل تاريخها الطويل:
- يوسف كاشف 1834- 1840
- ادام تيلر (انجليزى) 1844- 1868
- جون ماكنتون (انجليزى) 1908- 1918
- وليم ستيوارت (انجليزى) 1919- 1928
- جون إيدنى (إنجليزي) 1928- 1933
- محمد بك حسن الشربينى 1933- 1937
- أحمد بك يوسف 1937- 1954
- الدكتور محمد كمال أحمد
- الأستاذ/ عبد العزيز فهيم 1954- 1967
- الأستاذ/ سعيد حامد الصدر 1967- 1969
- الأستاذ/ محمد فتحى الألفي 1969- 1975
- الأستاذ / الدكتور محمد كامل يوسف 1975- 1978
- الأستاذ/ الدكتور محمد طه حسين 1978- 1981
- الأستاذ/ الدكتور مصطفى محمود الفلكي 1981- 1982
- الأستاذ/ الدكتور عبد الرحمن عمار 1982- 1988
- الأستاذ/ الدكتور أحمد سيد عطا 1988- 1991
- الأستاذ/ الدكتور حماد عبد الله حماد 1991- 1992
- الأستاذ/ الدكتور محمود حسين مصطفى شكرى 1992- 1994
- الأستاذ/ الدكتور عماد الدين عبد اللطيف علام 1994- 2000
- الأستاذ/ الدكتور عادل محمد سالم الحفناوى 2000- 2004
- الأستاذ/ الدكتور حسن عبده محمد 2004- 2006
- الأستاذ/ الدكتور حسين كامل النبوي 2006- 2008
- الأستاذ/ الدكتور محمد صبرى إسماعيل 2008-2011
- الأستاذ/ الدكتور علي محمود الخفيف 2011-2018
- الاستاذ / الدكتور جورج نوبار سيمونيان (قائم بعمل العميد) 2014 - 2017
- الاستاذ / الدكتور ميسون محمد قطب 2018-2025